# أولافور كارل فينسن
أولافور كارل فينسن هو لاعب كرة قدم آيسلندي في مركز الهجوم، ولد في 30 مارس 1992 في آيسلندا. شارك مع منتخب آيسلندا تحت 17 سنة لكرة القدم ومنتخب آيسلندا تحت 19 سنة لكرة القدم ومنتخب آيسلندا تحت 21 سنة لكرة القدم ومنتخب آيسلندا لكرة القدم. أما مع النوادي، فقد لعب مع ستيارنان.

## وصلات خارجية
- أولافور كارل فينسن على موقع الاتحاد الأوربي (الإنجليزية)
- أولافور كارل فينسن على موقع قاعدة بيانات كرة القدم.إي يو (الإنجليزية)
- أولافور كارل فينسن على موقع Soccerway.com (الإنجليزية)